# 폴 디랙
폴 에이드리언 모리스 디랙 메리트 훈장, 왕립학회 회원 (영어: Paul Adrien Maurice Dirac, [pɔ́ːl a.dʁi.jɛ̃ məˈɹis dirǽk]; 1902년 8월 8일 - 1984년 10월 20일)은 20세기의 가장 중요한 물리학자 중 한사람으로 여겨지는 영국의 이론물리학자이다.
디랙은 양자역학과 양자전기역학의 초기 개발에 근본적인 기여를 했다. 다른 발견들 중에서는, 그는 페르미온의 거동을 설명하고 반물질의 존재를 예측하는 디랙 방정식을 공식화했다. 1930년 양전자의 존재를 예언한 디랙은 "새로운 생산적 형태의 원자 이론을 발견한 공로"로 에르빈 슈뢰딩거와 함께 1933년 노벨 물리학상을 공동 수상했다. 그는 또한 일반상대성 이론과 양자역학의 조화에 상당한 기여를 했다.
디랙은 그의 친구와 동료들에게 성격이 특이한 사람으로 간주되었다. 1926년 파울 에렌페스트에게 보낸 편지에서 알베르트 아인슈타인은 디랙 논문에 대해 이렇게 썼다. "나는 디랙 때문에 고생하고 있다. 천재와 광기 사이의 아찔한 길에서 균형을 맞추는 것은 끔찍하다." 그는 컴프턴 효과에 관한 다른 편지에서 "나는 디랙의 세부 사항을 전혀 이해하지 못한다."라고 썼다.

## 생애

### 초년
폴 에이드라언 모리스 디랙은 1902년 8월 8일 영국 브리스톨에 있는 부모님의 집에서 태어나 비숍스턴지역에서 자랐다. 그의 아버지인 샤를 아드리앵 라디슬라스 디라크Charles Adrien Ladislas Dirac은 스위스의 생모리스에서 온 이민자로 브리스톨에서 프랑스어 교사로 일했다. 그의 어머니 플로렌스 한나 디랙Florence Hannah Dirac, 니 홀텐née Holten은 콘월의 리스케드에 있는 콘월인 감리교 가정에서 태어났다. 그녀는 나이팅게일이 크림 전쟁 동안 군인이었을 때 만난 배의 선장인 그녀의 아버지에 의해 플로렌스 나이팅게일의 이름을 따서 명명되었다. 그의 어머니는 젊은 여성으로 브리스톨로 이주하여 브리스톨 중잉도서관에서 사서로 일했다. 그럼에도 불구하고 그녀는 여전히 자신의 정체성을 영국인이 아닌 콘월인으로 생각했다. 폴에게는 베티로 알려진 여동생 베아트리체 이사벨 마거리트Béatrice Isabelle Marguerite와 펠릭스로 알려진 형인 레지날드 찰스 펠릭스Reginald Charles Félix가 있었는데, 1925년 3월에 자살했다. 디랙은 나중에 다음과 같이 회상했다. "부모님은 몹시 괴로워하셨다. 부모님이 그렇게 많은 관심을 갖고 계신지 몰랐다... 부모가 자녀를 돌봐야 한다는 사실은 전혀 몰랐지만 그때부터 저는 알았다."
찰스와 아이들은 1919년 10월 22일에 귀화할 때까지 공식적으로 스위스 국민이었다. 디랙의 아버지는 체벌을 하지는 않았지만 엄격하고 권위적이었다. 디랙은 아버지와 관계가 너무 경색되어 아버지가 사망한 후 "이제 훨씬 자유로워졌고 내 사람이 되었다."라고 썼다. 찰스는 자녀들이 언어를 배울 수 있도록 프랑스어로만 말하도록 강요했다. 다랙은 프랑스어로 말하고 싶은 것을 표현할 수 없다는 것을 알았을 때 그는 침묵을 선택했다.

### 교육

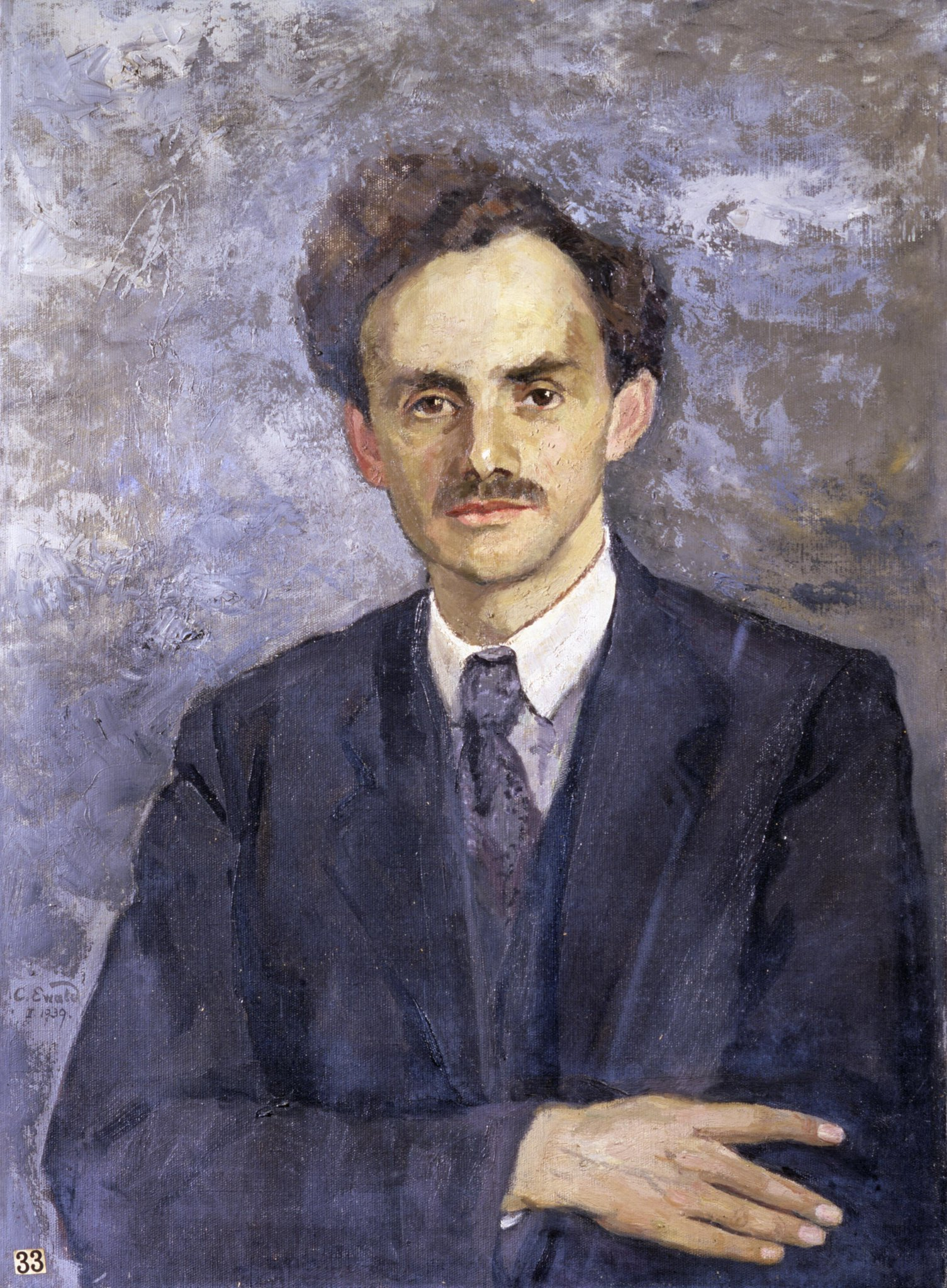
폴 다랙의 초상, 클라라 에발트_{Clara Ewald} 그림 (1939년)

디랙은 처음에 비숍 로드 초등학교에서 교육을 받았고, 그 다음에는 그의 아버지가 프랑스어 교사였던 남학교인 무역상회의 기술대학(Merchant Venturers' Technical College)(나중 코탐 학교(Cotham School)에서 교육을 받았다. 그 학교는 캠퍼스와 교직원을 공유하는 브리스톨 대학교에 부속된 기관으로서, 벽돌 쌓기, 제화 및 금속 작업, 현대 언어와 같은 기술적 주제를 강조했다. 이것은 영국의 중등 교육이 여전히 고전에 전념했을 때라서 이례적이었는데, 디랙은 나중에 이에 감사를 표한 소중한 것이었다.
디랙은 브리스톨 대학교 도시 장학금으로 무역상회 기술대학의 엔지니어링 교수진에게서 전기 공학을 공부했다. 그는1921년에 학위를 마치기 직전에 케임브리지 대학교 세인트 존스 칼리지 입학시험에 응시했다. 그는 합격하여 70파운드의 장학금을 받았지만, 이것은 케임브리지에서 생활하고 공부하는 데 필요한 금액에 미치지 못했다. 그는 공학에서 퍼스트 클래스 아너스(first class honours) 공학학사를 받았음에도 불구하고 전후 불황의 경제 풍토에서는 엔지니어로서 일할 수 없었다. 그 대신, 그는 브리스톨 대학교에서 무료로 수학 학사를 받기 위한 제안을 받아들였다. 그는 공학 학위가 있어서 과정의 첫 해를 건너뛸 수 있었다. 디랙이 최고의 수학 교사라고 불렀던 피터 프레이저Peter Fraser의 영향으로 그는 사영 기하학에 가장 관심이 있었고 그것을 민코프스키가 개발한 기하학적 버전의 상대성 이론에 적용하기 시작했다.
1923년에 디랙은 다시 한번 퍼스트 클래스 아너스로 졸업하고 과학산업연구과로부터 140파운드의 장학금을 받았다. 이것은 세인트 존스 칼리지에서 받은 70파운드의 장학금과 함께 이것은 케임브리지에서 생활하기에 충분했다. 디랙은 브리스톨에서 학생이었을 때 일찌기 일반 상대성이론에 대한 관심을 추구했으며, 나중에는 랄프 파울러 교수의 지도 하에 양자 물리학의 초기 분야에 대한 관심을 갖게 되었다. 1925년부터 1928년까지 그는 1851년 왕립 전시 위원회에서 1851 연구 펠로우쉽을 유지했다. 그는 1926년 6월 양자 역학에 관한 첫 번째 논문으로 박사 학위를 마쳤다. 그후 그는 코펜하겐과 괴팅겐에서 연구를 계속했다. 1929년 봄, 그는 위스콘신 대학교 매디슨의 방문 교수였다.

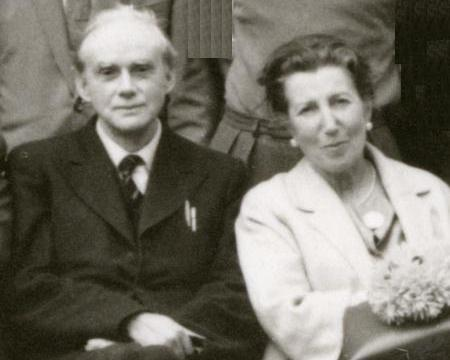
폴 디랙과 아내, 코펜하겐 (1963년)

### 가족
1937년, 디랙은 물리학자 유진 위그너의 여동생이자 이혼녀인 마르기트 위그너Margit Wigner와 결혼했다. 디랙은 마르기트의 두 자녀인 유디트Judith와 가브리엘Gabriel을 마치 자신의 자식처럼 키웠다. 폴과 마르기트 디랙은 또한 메리 엘리자베스Mary Elizabeth와 플로렌스 모니카라Florence Monica는 두 딸을 두었다.
맨시Manci로 알려진 마르기트는 1934년에 고향 헝가리에서 뉴저지 주 프린스턴에 있는 그녀의 오빠를 방문했고 애넥스(Annex) 레스토랑에서 저녁 식사를 하던 중 "옆 테이블에서 외롭게 보이는 남자"를 만났다. 디랙을 만나 그 영향을 받은 한국인 물리학자인 김영서Y. S. Kim는 다음과 같이 말한다. "맨시가 우리가 존경하는 폴 디랙을 잘 돌본 것은 물리학계를 위해서 다행스러운 일이었다. 디랙은 1939년-1946년에 11편의 논문을 발표했다. 디랙이 정상적인 연구 생산성을 유지할 수 있었던 것은 오로지 맨시가 그밖의 모든 것을 담당했기 때문이다."

### 개성
디랙은 그의 동료들에게서 과도할만큼 논리적이며, 과묵한 사람으로 기억되었다. 케임브리지에서 그의 동료들은 농담삼아 1시간에 1마디를 말한다는 1 디랙 단위를 정의하였다. 닐스 보어가 논문을 쓰면서 디랙에게 마지막 문장을 어떻게 끝내야 할 지 모르겠다고 불평하자, 디랙은 "난 학교에서 끝에 뭐라고 쓸 지 결정하지 않은 문장은 시작하지도 말라고 배웠다네."라고 대답한다. 그는 로버트 오펜하이머의 시에 대한 관심을 비판하기를: "과학의 목적은 어려운 것들을 더 간단한 방법으로 이해할 수 있게 만드는 것이다. 시의 목적은 간단한 것들을 이해할 수 없는 방식으로 표현하는 것이다. 그 둘은 양립할 수 없다."라고 하였다.
디랙은 자신의 일기에서 대학원에 있는 동안에는 자신의 연구에만 집중하고 있었으며, 일요일에만 연구를 중지하고 혼자 산책을 즐겼다고 썼다.
그레이엄 파멜로는 위 전기에서, 베르너 하이젠베르크와 디랙이 1929년 학회에 참가하기 위해 일본으로 크루즈 여행을 떠났을 때 "양쪽다 20대이며, 미혼이었으나, 그 둘은 이상한 조합이었다. 하이젠베르크는 지속적으로 여자들과 즐겁게 환담을 하며 춤을 추던 인기남이었지만, 디랙은 조금만 서로 말하는 것에도 고통을 느끼는, 구석에 처박힌 괴짜였다. 디랙은 자기 동료에게 '왜 그렇게 춤을 추나?' 하고 물었는데, 하이젠베르크는 '괜찮은 여자들과 함께 하는건 즐거운 일이라네.' 하고 대답했다. 디랙은 잠시 생각하더니, '하이젠베르크, 어떻게 여자들이 괜찮다는 걸 미리 알 수 있나?' 하고 대답했다."고 언급했다.
마르기트 디랙은 1960년대에 조지 가모프와 안톤 카프리 둘다에게 남편이 한 집 방문객에게 "이제 아내가 된 위그너의 여동생을 소개하도록 허락해 주세요."라고 했다고 말했다.
디랙에 대한 또 다른 이야기는 그가 젊은 리처드 파인만을 학회에서 처음 만났을 때, 긴 침묵 끝에 이렇게 말하기를, "나는 한 방정식이 있다네. 자네도 역시 하나 있는가?"라고 했다.
그가 한 학회에서 강연을 한 뒤 한 동료가 손을 들어 말하기를: "나는 칠판 오른쪽 상단 모서리에 있는 방정식을 이해할 수 없습니다."라고 했다. 긴 침묵 후, 사회자가 디랙에게 질문에 답하고 싶은지를 물었고, 디랙은 "그건 질문이 아니었고, 논평이였다."라고 대답했다.
디랙은 또한 겸손한 성격으로도 유명했다. 그는 그가 제일 먼저 기술했던 양자역학적 연산자의 시간 변화 방정식을 "하이젠베르크 운동 방정식"이라고 불렀다. 대부분의 물리학자들은 반정수 스핀 입자에 대해서는 페르미-디랙 통계학, 정수 스핀 입자에 대해서는 보스-아인슈타인 통계학이라고 한다. 디랙은 만년에 강의를 하면서 항상 전자를 "페르미 통계학"이라고 불렀다. 그는 후자를 "보즈 통계학"이라고 불렀는데, 그 이유로서 "대칭성"을 위해서라고 설명했다.

### 종교에 대한 견해
하이젠베르크는 1927년 솔베이 회의에서 알베르트 아인슈타인과 막스 플랑크의 종교에 관한 관점을 회고하며, 볼프강 파울리, 디랙이 그 안에 함께 있었다고 회고한다. 디랙은 대화에서 종교의 정치적인 측면을 비판하였으며, 닐스 보어와 하이젠베르크는 이 비판의 명확한 점을 좋아했고, 이를 나중에 디랙에게 알렸다고 한다.다른 몇가지 중에, 디랙이 말하기를:
나는 우리가 왜 우리가 종교에 대해 토론하기를 주저하는지 이해할 수 없다. 만약 우리가 정직하다면~과학자들이 정직해야 하며-우리는 종교가 현실에서 아무런 근거도 없이 잘못된 주장의 뒤죽박죽이라는 것을 인정해야 한다. 신의 바로 그 아이디어는 인간의 상상력의 산물이다. 오늘날 우리보다 훨씬 더 강력한 자연의 힘에 노출되었던 원시인들이 두려움과 떨림 속에서 이러한 힘을 의인화했어야 하는 이유는 충분히 이해할 수 있다. 하지만 오늘날, 우리가 너무나 많은 자연적 과정을 이해한다면, 우리는 그러한 해결책이 필요하지 않다. 아무리 생각해도 전능하신 신의 가정이 어떻게 우리에게 도움이 되는지 알 수가 없다. 내가 보는 것은 이 가정이 왜 신이 그토록 많은 불행과 불의, 부자에 의한 가난한 자에 대한 착취, 그리고 그 밖의 모든 참상을 허락하는지에 대한 그런 비생산적인 질문으로 이어진다는 것이다. 만약 종교가 아직도 가르치고 있다면, 그것은 종교가 여전히 우리를 설득하기 때문이 아니라, 단지 우리 중 일부가 하층민들을 조용히 하기를 원하기 때문이다. 조용한 사람들은 소란스럽고 불만족스러운 사람들보다 통치하기 훨씬 쉽다. 그들은 또한 이용하기 훨씬 쉽다. 종교는 국가가 희망의 꿈으로 소강상태에 빠지도록 하여 국민에게 자행되고 있는 부당함을 잊게 하는 아편의 일종이다. 그래서 이 두 거대한 정치 세력인 국가와 교회 사이의 긴밀한 동맹이 맺어졌다. 둘다 불의에 맞서 싸우지 않고 조용히 그리고 불평없이 자신의 의무를 다한 자들에게 친절한 신이 보상하는-지상이 아니라면 하늘에서- 환상이 필요하다. 신은 인간의 상상력의 산물일 뿐이라는 정직한 주장이 죽을 죄 중 가장 나쁜 것로 낙인찍히는 이유가 바로 여기에 있다.
하이젠베르크의 견해는 관대했다. 카톨릭 신자로 자란 파울리는 처음에는 침묵을 지켰으나 마침내 그의 의견을 묻자 말하기를: "글쎄, 우리 친구 디랙은 한 종교를 가지고 있고, 그 가이드 원칙은 '신은 없고 폴 디랙은 그의 선지자이다.'이네요."라고 했다. 디랙을 비롯해 모두가 웃음을 터뜨렸다.
인생의 말기에는, 신의 아이다어에 대한 디랙의 관점이 덜 신랄했다. 1963년 5월호 《사이언티픽 아메리칸Scientific American》에 실린 기사의 저자로서, 디랙이 쓰기를:
근본적인 물리적 법칙이 커다란 아름다움과 힘의 수학 이론의 관점에서 묘사되고 그것을 이해하기 위해서는 꽤 높은 수준의 수학이 필요하다는 것이 자연의 근본적인 특징 중 하나인 것 같다. 당신은 궁금할 수 있는 바: 왜 자연은 이러한 선들을 따라 구성되었을까? 사람은 우리의 현재 지식은 자연이 그렇게 구성되어 있다는 것을 보여주는 것 같다고 대답할 수밖에 없다. 우리는 그것을 단순히 받아들여야만 한다. 아마도 하나님은 매우 높은 위계의 수학자이고, 우주를 구성할 때 매우 진보된 수학을 사용했다고 묘사할 수 있을 것이다. 수학에 대한 우리의 미약한 시도는 우주에 대한 약간의 이해를 가능하게 하고, 우리가 점점 더 높은 수학을 발전시켜 나가면서 우리는 우주를 더 잘 이해하기를 바랄 수 있다.
1971년, 디랙은 한 학회에서 신의 존재에 대한 자신의 견해를 밝혔다. 디랙은 신의 존재는 과거에 일어날 것 같지 않은 사건이 일어났을 때에만 정당화될 수 있다고 설명했다.
생명의 시작은 극도로 어려울 수 있다. 너무나 어려워 모든 행성 중에 단 한 곳에서만 발생하였을 수도 있다. ...생명의 시작에 적합한 물리적 조건을 10-100 정도로 어림짐작해 보자. 이런 숫자를 짐작해야할 논리적인 이유는 없지만 그럴 가능성에 대해서 생각해보자는 것이다. 그러한 조건하에서 ... 생명의 시작은 불가능했음이 거의 확실하다. 그리고 그런 조건하에서 나는 생명을 시작한 신의 존재를 가정할 필요를 느낀다. 그러므로 나는 신의 존재와 물리적 법칙사이의 연결을 설정하고 싶으니: 만약 물리적 법칙이 매우 낮은 확률로 생명을 시작하기 때문에 맹목적 우연만으로 생명의 시작을 가정하는 것이 타당하지 않다면, 반드시 신이 있을 것이다, 그리고 그런 신은 추후에 발생할 양자 도약들(quantum jumps)
 속에서 그의 영향력을 보여줄 것이다. 반면에, 생명의 시작이 매우 쉬워서 어떠한 성스러운 개입을 필요로 하지 않는다면, 나는 신은 없다고 말할 것이다.
디랙은 확실한 견해를 밝히지는 않았지만, 신에 대한 질문에 과학적으로 답할 수 있는 가능성을 기술했다.

## 경력
디랙은 양자역학에 대한 가장 일반적인 이론을 정립하고 전자에 대한 상대론적 방정식을 발견하였고, 이 방정식은 현재 그의 이름을 가지고 있다. 각 페르미온 입자에 대한 반입자의 주목할 만한 개념은 - 예를 들어, 전자에 대한 반입자인 양전자의 - 그의 방정식에서 비롯된다. 그는 오늘날 아원자 또는 "기본" 입자에 대한 모든 이론적 연구의 기초가 되는 양자장론을 최초로 개발한 사람이며, 이는 자연의 힘에 대한 우리의 이해에 기초가 되는 연구이다. 그는 제임스 클러크 맥스웰의 전자기 방정식에 더 큰 대칭을 가져오기 위한 수단으로서 아직 경험적으로 알려지지 않은 물체인 자기 홀극의 개념을 제안하고 연구했다.

### 양자 이론
새로운 양자 이론에 대한 디랙의 첫 번째 단계는 1925년 9월 말에 이루어졌다. 그의 연구 감독자인 랄프 파울러는 보어와 조머펠트의 오래된 양자 이론의 틀에서 베르너 하이젠베르크의 한 탐구 논문의 증명 사본을 받았다. 하이젠베르크는 보어의 대응 원리에 크게 의존했지만 방정식을 변경하여 직접 관찰 가능한 양을 포함하여 양자역학의 행렬 공식화로 이르렀다. 파울러는 하이젠베르크의 논문을 브리스톨에서 휴가를 보내고 있는 디랙에게 보내 이 논문을 주의 깊게 살펴보라고 요청했다.
디랙의 관심은 하이젠베르크가 설정한 신비한 수학적 관계에 끌렸다. 몇주 후, 케임브리지로 돌아가서 디랙은 이 수학적 형태가 입자 운동의 고전역학에서 발생하는 푸아송 괄호와 동일한 구조를 가지고 있음을 갑자기 깨달았다. 그 당시애는, 푸아송 괄호에 대한 그의 기억은 다소 모호했지만, 그러나 E. T. 휘태커E. T. Whittaker의 《입자와 강체의 해석역학(Analytical Dynamics of Particles and Rigid Bodies)》이 해명하는 것을 발견했다. 그는 새로운 이해로부터 비가환(non-commuting) 동적 변수를 기반으로 한 양자 이론을 개발했다. 이것은 그를 지금까지 양자역학의 가장 심오하고 의미심장한 일반 공식으로 이끌었다. 디랙의 공식화로 그는 양자화 규칙을 새롭고 더 명확한 방식으로 얻을 수 있었다. 1926년에 출판된 이 연구로, 디랙은 케임브리지로부터 박사학위를 받았다. 이것은 많은 동일한 스핀 1/2 입자들(즉, 파울리 배타 원리를 따르는)로 구성된 시스템, 예를 들면, 고체와 액체의 전자, 그리고 중요하게는 반도체의 전도에 적용되는 페르미-디랙 통계의 기초를 형성했다.
디랙은 양자 이론의 해석 이슈들에 신경을 쓰지 않은 것으로 유명하다. 사실, 그를 기리기 위해 책으로 출판된 논문에서 그는 다음과 같이 썼다. "양자역학의 해석은 많은 저자에 의해 다루어져 왔으며 여기서 논의하고 싶지 않다. 나는 더 근본적인 것을 다루고 싶다."

### 디랙방정식
1928년에 볼프강 파울리의 비상대론적 스핀 시스템에 대한 연구와 독립적으로 발견했다고 주장한 2×2 스핀 행렬을 구축하면서(디랙은 아브라함 패이스Abraham Pais에게 "나는 파울리와 독립적으로 이러한 행렬을 얻었고 아마 파울리도 나와 독립적으로 이것을 얻었을 것이라고 믿는다.") 그는 전자의 파동 함수에 대한 상대론적 운동 방정식으로 디랙 방정식을 제안했다. 이 연구를 통해 디랙은 전자의 반입자인 양전자의 존재를 예측했으며, 이를 디랙 바다라고 하는 관점에서 해석했다. 양전자는 1932년 칼 앤더슨에 의해 관찰되었다. 다랙 방정식은 또한 상대론적 현상으로서 양자 스핀의 기원을 설명하는 데 기여했다.
엔리코 페르미의 1934년 베타 붕괴 이론에서 페르미온(물질)이 생성되고 파괴되어야 할 필요성은 디랙 방정식을 스핀 ħ/2의 모든 점 입자에 대한 "고전적인" 장 방정식으로 재해석하게 되었으며, 그 자체는 비교환자(anti-commutators)를 포함하는 양자화 조건이 적용된다. 따라서 1934년, 베르너 하이젠베르크에 의해 모든 기본 물질 입자들-오늘날 쿼크 및 렙톤)-를 정확하게 설명하는 (양자) 장 방정식으로 재해석된 이 '디랙 장방정식'은 맥스웰, 양-밀스 및 아인슈타인 장방정식처럼 이론물리학의 핵심이다. 디랙은 양자 전기역학의 창시자로 간주되며 그 용어를 처음으로 사용했다. 그는 또한 1930년대 초에 진공 편광(vacuum polarisation)의 개념을 도입했다. 이 연구는 차세대 이론가들, 특히 줄리언 슈윙거, 리처드 파인먼, 도모나가 신이치로 및 프리먼 다이슨이 양자 전기역학을 공식화하는 데 있어 양자역학 발전의 핵심이었다.
1930년에 출판된 디랙의 《양자역학의 원리 (The Principles of Quantum Mechanics)》는 과학사의 한 랜드마크이다. 그것은 빠르게 그 주제에 대한 표준 교과서 중 하나가 되었으며 오늘날에도 여전히 사용된다. 그 책에서 디랙은 행렬 역학에 대한 베르너 하이젠베르크의 이전 연구와 파동역학에 대한 에르빈 슈뢰딩거의 작업을 물리적 시스템의 상태를 설명하는 벡터의 힐베르트 공간에 작용하는 연산자와 측정 가능한 양을 연관시키는 단일 수학적 형식론으로 통합했다. 이 책은 또한 디랙 델타 함수를 소개했다. 그는 1939년 논문에 이어, 또한 제3판에 브라-켓 표기법을 포함시켰고, 그래서 오늘날의 보편적인 사용에 기여했다.

### 자기 홀극
1931년에 디랙은 우주 내의 단일 자기 홀극(magnetic monopole)의 존재가 전하의 양자화를 설명하기에 충분할 것이라고 제안했다. 1975년, 1982년 및 2000년에  흥미로운 결과가 자기 모노폴의 탐지 가능성을 제시했지만, 현재까지 그 존재에 대한 직접적인 증거는 없다. (또한 자기 홀극을 위한 탐색들을 보라.)

### 중력
그는 중력장을 양자화했고 또한 역학적 제약이 있는 양자장의 일반 이론을 개발했으며, 이는 오늘날의 게이지 이론과 초끈 이론의 기초를 형성한다. 디랙의 작업의 영향력과 중요성은 수십 년 동안 증가했으며, 또한 물리학자들은 그가 개발한 개념과 방정식을 날마다 사용한다.

### 케임브리지 대학교
디랙은 1932년부터 1969년까지 케임브리지에서 루커스 수학 교수로 재직했다. 1937년에 그는 소위 대수 가설에 기초한 사변적 우주론적 모델을 제안했다. 제2차 세계대전 중에 그는 가스 원심분리기에 의한 농축 우라늄에 관한 중요한 이론 및 실험 연구를 수행했다.
디랙의 양자 전기 역학(QED)은 종종 무한하고 따라서 받아들일 수 없는 예측을 했다. 재규격화로 알려진 해결 방법이 개발되었지만, 디랙은 이를 받아들이지 않았다. 그는 1975년에 "나는 그 상황에 매우 만족하지 못한다고 말해야 한다. 왜냐하면 이 소위 '좋은 이론'은 방정식에 나타나는 무한대를 무시하고 임의적인 방식으로 무시하는 것을 포함하기 때문이다. 이것은 현명한 수학이 아니다. 현명한 수학은 양이 적을 때 무시하는 것을 포함하는데, 단지 그것이 무한히 크고 당신이 그것을 원하지 않는다는 이유로 그것을 무시하는 것이 아니다!" 그가 재규격화를 받아들이기를 거부함으로써 그 주제에 대한 그의 작업은 점점 더 많은 범위에서 벗어나게 되었다.
그러나 한 번 거부된 메모에서 그는 자신이 공식화한 해밀턴 역학에 기반한 "논리적 기초"에 양자 전기역학을 적용하는 작업을 수행했다. 그는 1963년에 새로이, 빅토어 바이스코프와 프렌치French에 의한 그리고 현대 QED의 두 개척자 슈윙거와 파인먼에 의한 결합 방법을 사용하지 않고, 하이젠베르크 그림을 사용하여 변칙 자기 쌍극 모멘트 "스윙거 텀(Schwinger term)"과 램 이동을 유도하는 다소 새로운 방법을 발견했다. 그것은 토모나가-스윙거-파인만 QED가 노벨 물리학상으로 공식 인정받기 2년 전이었다.
바이스코프와 프렌치(FW)는 램 이동과 전자의 변칙적 자기 모멘트에 대한 올바른 결과를 처음으로 얻었다. 처음에 FW 결과는 파인먼과 슈윙거의 부정확하지만 독립적인 결과와 일치하지 않았다. 디랙이 예시바 대학교에서 양자장 이론에 대해 강의한 1963-1964년 강의는 1966년 《벨퍼 과학 대학원, 모노그래프 시리즈 3번(Belfer Graduate School of Science, Monograph Series Number, 3)》으로 출판되었다.

### 플로리다주립대학교와 마이애미대학교
디랙은 큰 딸 메리와 가깝게 플로리다로 이주한 후, 플로리다 주 코럴게이블즈에 있는 마이애미 대학교와 플로리다 탤러해시에 있는 플로리다 주립 대학교에서 마지막 인생과 물리학 연구 둘다의 14년을 보냈다.
1950년대에 더 나은 QED를 찾기 위해 폴 디랙은 1949년 캐나다에서 열린 세계 수학자 대회에서 강의한 내용을 기반으로 해밀턴의 제약 조건 이론을 개발했다. 디랙은 또한 슈윙거-토모나가 방정식을 슈뢰딩거 표현에 넣는 문제를 해결했고, 스칼라 중간자 필드(스핀 0 파이온 또는 유사스칼라 중간자), 벡터 중간자 필드(스핀 1 로 중간자) 및 전자기장(스핀 1 질량 없는 보손, 광자)에 대한 명시적 표현을 제공했다.
제한된 시스템의 해밀토니안은 디랙의 많은 걸작 중 하나이다. 그것은 휘어진 시공간에 대해 유효한 해밀턴 이론의 강력한 일반화이다. 해밀토니안에 대한 방정식은 상태가 고려되는 표면의 각 지점에 대해 {\displaystyle g_{rs}},{\displaystyle p^{rs}}로 설명되는 6개의 자유도만 포함한다. {\displaystyle g_{m0}}(m = 0, 1, 2, 3)는 운동 방정식에서 임의의 계수로 발생하는 변수 {\displaystyle g^{r0}}, {\displaystyle (-{g^{00}})^{-1/2}} 를 통해서만 이론에 나타난다. 표면 {\displaystyle x^{0}} = 상수인 각 점에 대해 4개의 구속조건 또는 약한 방정식이 있다. 그 중 3개 {\displaystyle H_{r}}는 표면에서 4 벡터 밀도를 형성한다. 네 번째 {\displaystyle H_{L}}는 표면 HL ≈ 0; Hr ≈ 0 (r = 1, 2, 3)에서의 3차원 스칼라 밀도이다.
1950년대 후반에 그는 자신이 개발한 해밀턴 방법을 적용하여 아인슈타인의 일반 상대성이론을 해밀턴 형식으로 변환하고 중력의 양자화 문제를 기술적으로 완성하고 이를 나머지 물리학에 더 가깝게 가져왔다. 1959년에 그는 미국 물리학회의 뉴욕 회의에서 "중력장의 에너지(Energy of the Gravitational Field)"에 대한 초청 강연을 하기도 했다. 1964년에 그는 곡선 시공간의 양자화를 포함하여 비선형 역학 시스템의 제한된 역학을 다루는 《양자역학에 관한 강의 (Lectures on Quantum Mechanic)》 (런던: 아카데믹(Academic))를 출판했다. 그는 또한 1967년 국제 이론물리 센터(ICTP)/국제 원자력 기구(IAEA) 최신 물리학에 관한 트리에스테 심포지움(Trieste Symposium on Contemporary Physics)에서 "중력장의 양자화(Quantization of the Gravitational Field)"라는 제목의 논문을 발표했다.
1970년 9월부터 1971년 1월까지 디랙은 탤래해시에 있는 플로리다 주립 대학교(FSU)의 방문 교수였다. 그 기간 동안 그는 그곳에서 정규직으로 제의를 받았고 1972년에 정식 교수가 되었다. 그가 그곳에서 지냈던 당시의 기록들은 그가 여름의 열기가 지독한 것을 분명히 알았고 그래서 케임브리지로 탈출하기를 좋아했다는 것을 제외하고는 행복했다고 묘사한다.
그는 매일 약 1마일을 걸어서 연구하러 갔고 두 개의 인근 호수(실버호(Silver Lake)와 로스트호(Lost Lake)) 중 한 곳에서 수영하는 것을 좋아했으며, 케임브리지 대학교에 있을 때보다 사교적이었다. 수업 및 세미나 제공; FSU에서 그는 보통 낮잠을 자기 전에 동료들과 점심을 먹었다.
디랙은 일반 상대성이론에 관한 짧은 책을 포함하여 그의 생애 마지막 12년 동안 60편 이상의 논문을 발표했다. "양자장 이론의 부적절함(The inadequacies of quantum field theory)"이라는 제목의 그의 마지막 논문(1984)에는 양자장 이론에 대한 그의 최종 판단이 포함되어 있다. "이러한 재규격화 규칙은 실험과 놀라울 정도로 지나치게 좋은 일치를 나타낸다. 따라서 대부분의 물리학자들은 이러한 작업 규칙이 정확하다고 말한다. 나는 그것이 적절한 이유가 아니라고 생각한다. 단지 결과가 우연히 관찰과 일치한다고 해서 자신의 이론이 옳다는 것이 증명되지는 않는다." 논문은 다음과 같이 끝난다. "나는 해밀토니안을 찾는 데 오랜 시간을 보냈지만 아직 찾지 못했다. 나는 내가 할 수 있는 한 계속 노력할 것이고, 또한 다른 사람들도 그런 노선을 따르기를 희망한다."

### 학생
그의 많은 학생 중에는 호미 J. 바바Homi J. Bhabha, 프레드 호일, 존 폴킹혼과 프리먼 다이슨이 있다. 폴캉혼은 디랙이 "디랙은 한번은 그의 근본적인 믿음이 무엇이었는지 질문을 받았다. 그는 칠판으로 다가가서 자연의 법칙은 아름다운 방정식으로 표현되어야 한다고 썼다."라고 회상한다.

### 영예

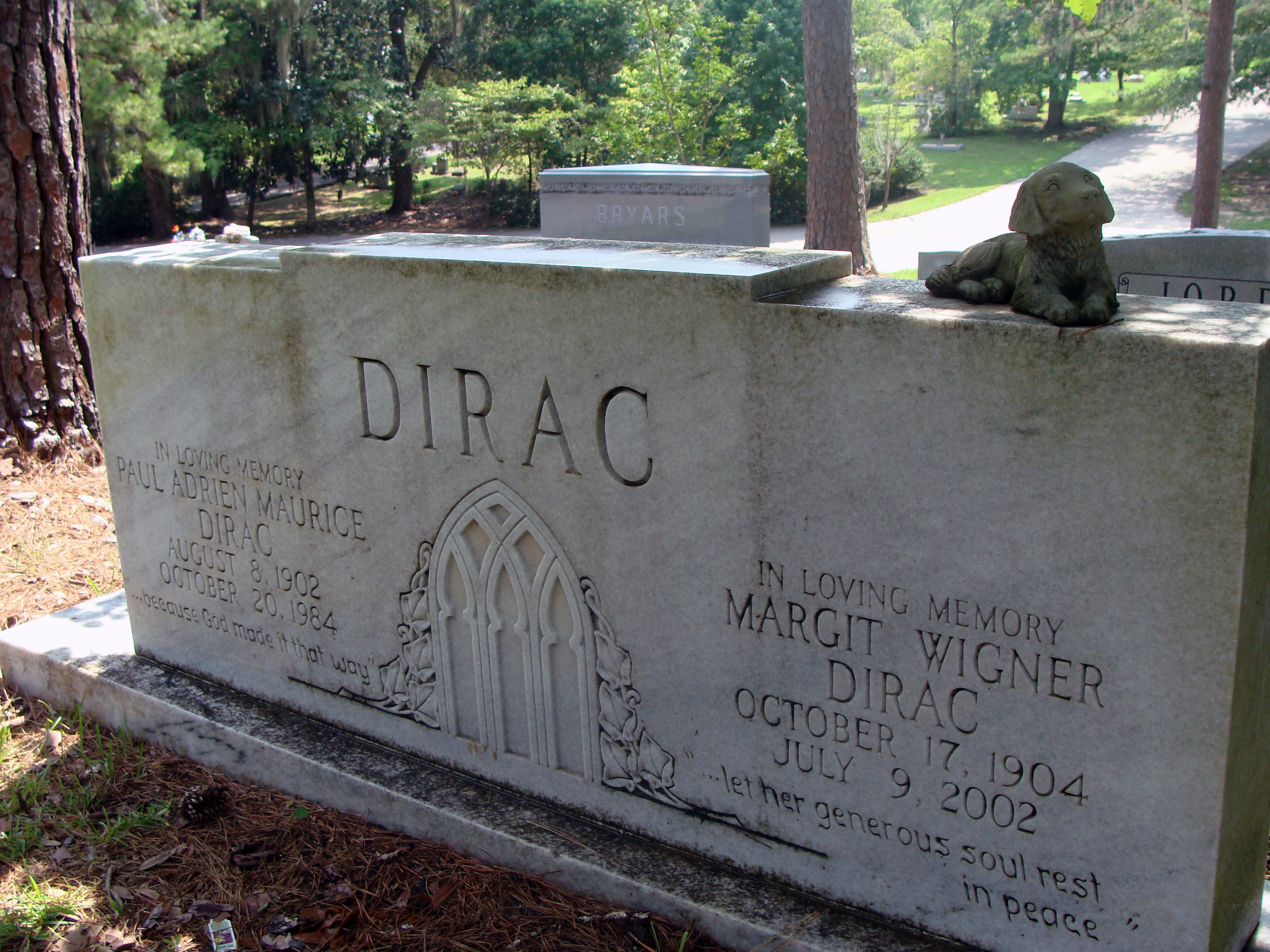
폴 디랙과 그의 아내의 묘비. (2007년 1월 20일 사망한 딸 메리 엘리자베스 디랙과 함께), 플로리다 탤러해시 로즈론 묘지

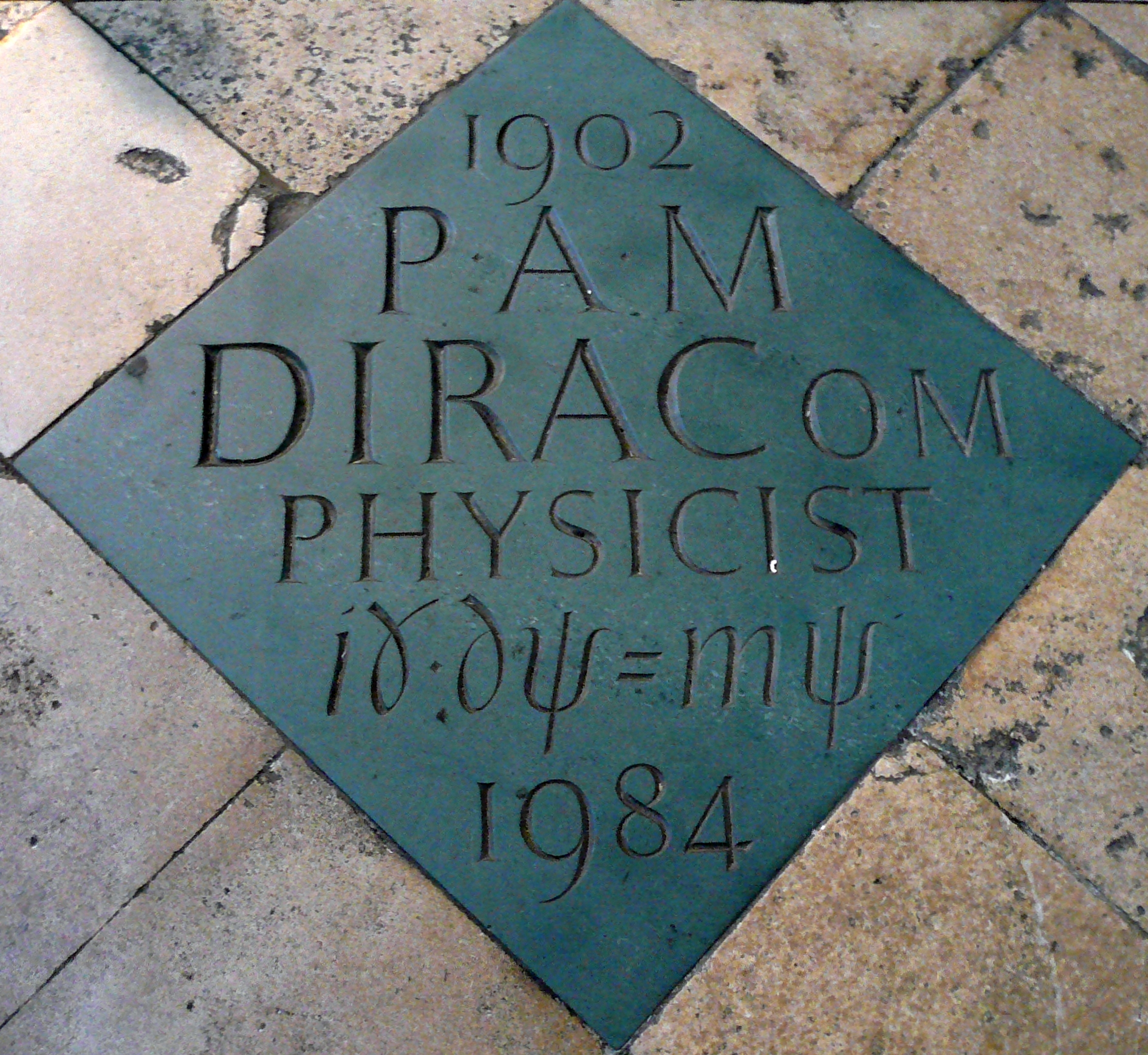
폴 디랙 기념 표지,
웨스트민스터 사원

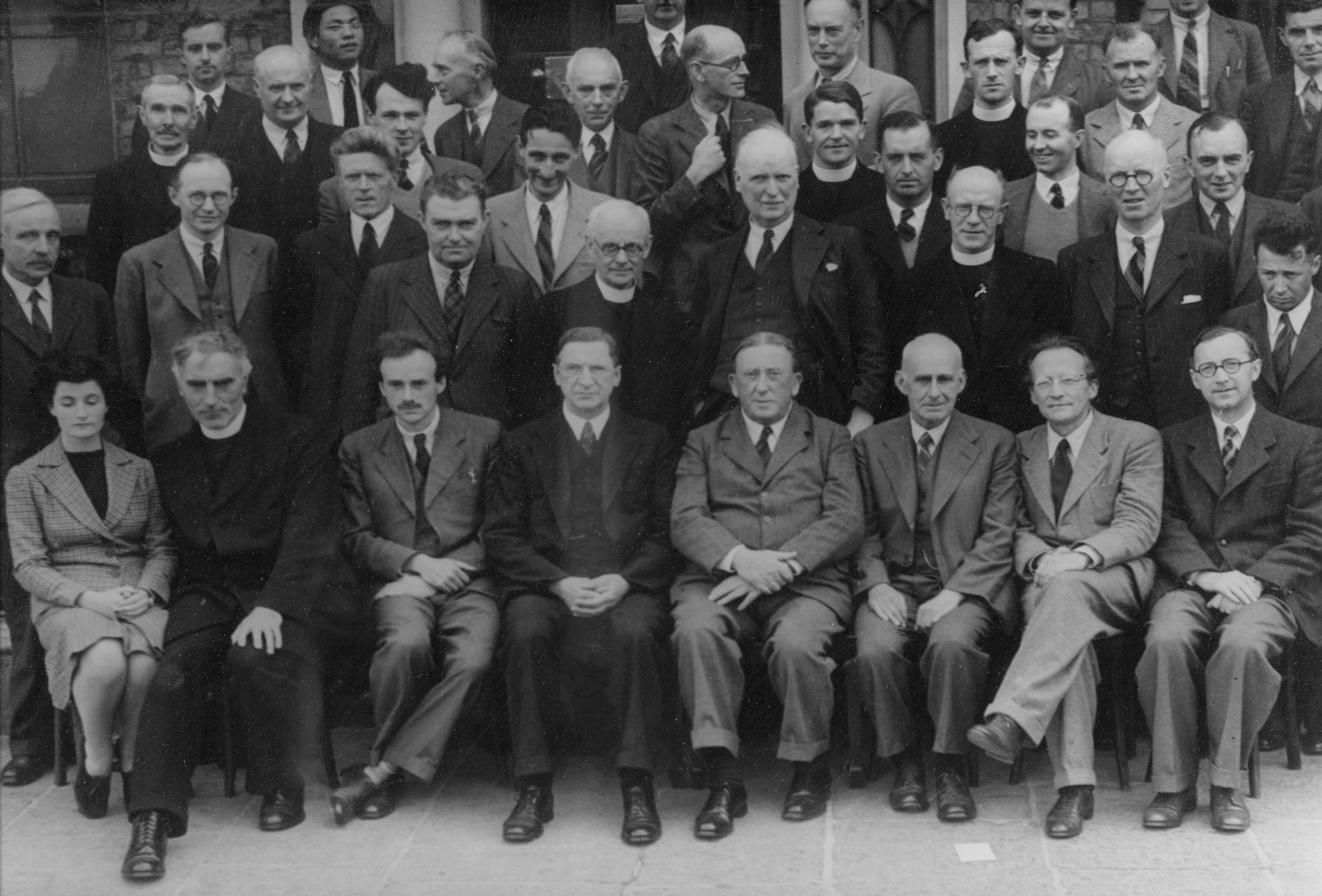
1942년 더블린 고등연구소(Dublin Institute for Advanced Studies)의 디랙(앞줄 왼쪽에서 3번째), 에이먼 데 벌레라(앞줄 왼쪽에서 4번째), 에르빈 슈뢰딩거(앞줄 오른쪽에서 2번째) 옆에 있다.

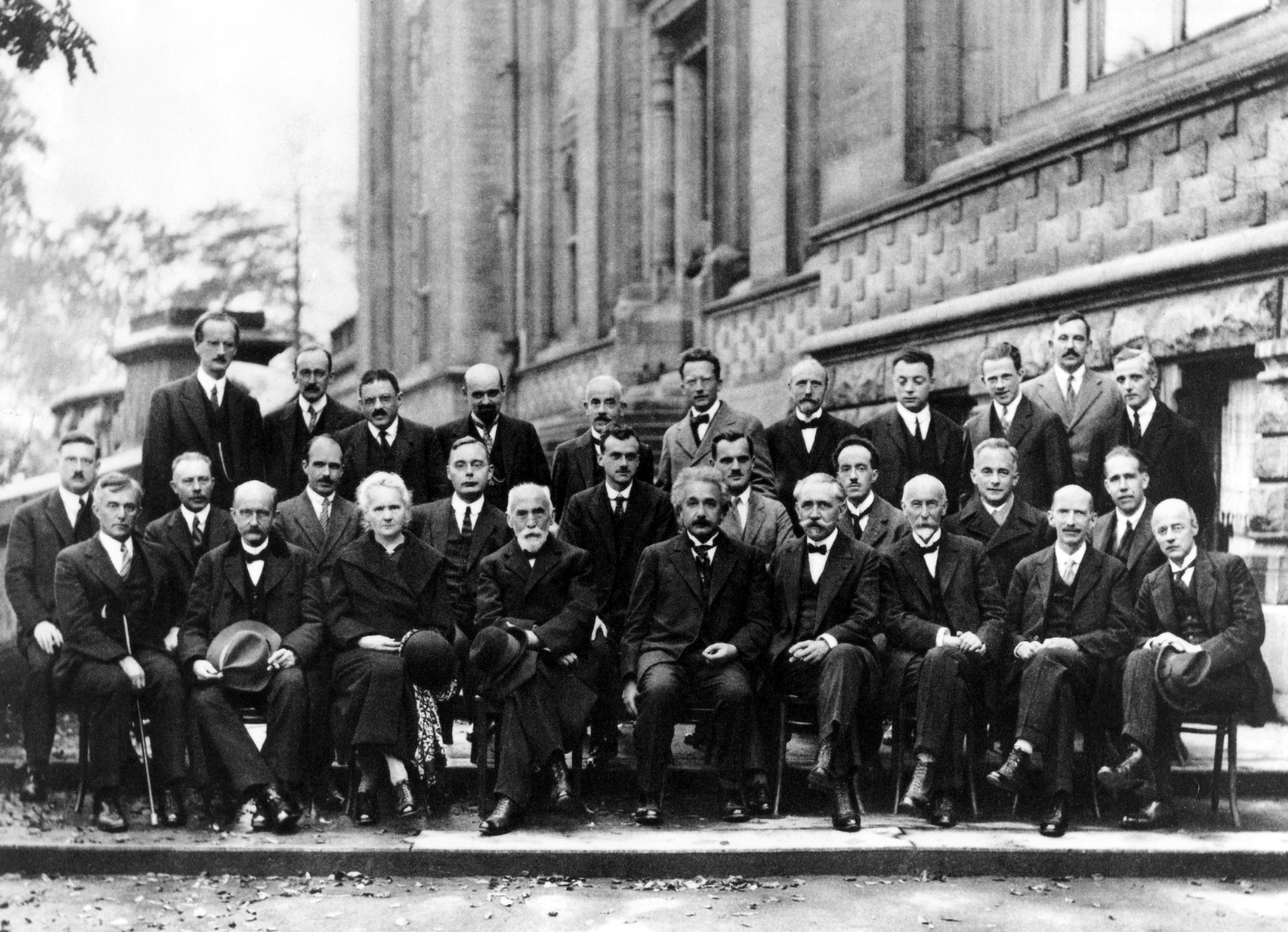
1927년 브뤼셀에서 열린 솔베이 회의, 세계 최고의 물리학자들의 모임. 디랙은 가운데 줄의 중앙에 있고, 알베르트 아인슈타인 뒤에 앉아 있다.

디랙은 "새로운 생산적 형태의 원자 이론을 발견한 공로"로 에르빈 슈뢰딩거와 함께 1933년 노벨 물리학상을 공동 수상했다. 디랙은 또한 1939년에 로열 메달을, 1952년에 코플리 메달과 막스 플랑크 메달을 모두 수여받았다. 그는 1930년에 왕립학회의 펠로우로,, 1938년 미국철학학회 회원, 1948년에 미국 물리학회의 명예 펠로우, 1949년 미국국립과학원 회원,[98] 1950년 미국 예술 과학 아카데미 회원, 1971년 물리학 연구소 명예 펠로우로 선출되었다. 1969년에 개최 로버트 오펜하이머 기념상을 받았다. 디랙은 1973년 메리트 훈장의 멤버가 되었고, 이전에는 자신의 첫째 이름이 불리는 것을 원하지 않아서 기사 작위를 거절했다.

### 사망
1984년 디랙은 플로리다주 탤러해시의 자택에서 사망했고 탤러해시의 로즈론(Roselawn) 공동묘지에 묻혔다. 브리스톨의 비숍스턴(Bishopston)에 있는 디랙의 어린 시절 집에는 파란색 명판으로 기념되고 있으며, 근처의 '디랙 도로'(Dirac Road)는 그와 브리스톨 시와의 관계를 고려하여 명명되었다. 1991년 8월 1일 그의 아버지 가족의 고향인 스위스 생모리스의 정원에 기념비가 세워졌다. 1995년 11월 13일 벌링턴의 녹색 점판암에 디랙 방정식이 새겨진 기념석이 웨스트민스터 사원에서 공개되었다. 웨스트민스터 사제인 에드워드 카펜터Edward Carpenter는 디랙이 반기독교인이라고 생각하여 처음에 기념관 허가를 (5년이 넘도록) 거부했으나, 마침내 안장하도록 설득되었다.

## 유산
1975년에 디랙은 뉴사우스웨일스 대학교에서 5개의 일련의 강의를 했으며 이후에 물리학의 방향 《(Directions in Physics)》 (1978)라는 책으로 출판되었다. 그는 디랙 강의 사라즈(Dirac Lecture Series)의 설립을 위해 이 책의 로열티를 대학에 기부했다. 이론물리학의 발전을 위한 은 디랙 매달(Dirac Medal)은 그 강의를 기념하기 위하여 뉴사우스웨일스 대학교에 의해 수여된다.
그의 사망 직후 두 개의 전문 물리학자 조직이 매년 디랙을 기념한는 상을 제정했다. 영국의 물리학 전문 기관인 물리학 연구소(Institute of Physics)는 "이론(수학 및 계산 포함) 물리학에 대한 탁월한 공헌"에 대해 폴 디랙 메달을 수여한다. 처음 세 명의 수상자는 스티븐 호킹(1987), 존 스튜어트 벨(1988), 로저 펜로즈(1989)였다. 국제 이론 물리 센터(ICTP)는 매년 다랙의 생일(8월 8일)에 ICTP의 디랙 메달을 수여한다.
플로리다 주립 대학교의 디랙-헬만 상은 FSU 연구원들의 이론 물리학 분야에서 뛰어난 업적을 인정하기 위해 부르스 P. 헬만Bruce P. Hellman이 1997년에 수여했다. 맨시가 1989년 12월에 문을 연 플로리다 주립 대학교의 폴 A. M. 디랙 과학 도서관은 그의 이름을 따서 명명되었으며 그의 논문이 보관되어 있다. 외부에는 가브리엘라 볼로바스Gabriella Bollobás에 의한 그의 동상이 있다. 플로리다주 탤러해시의 이노베이션 파크에 있는 국립 고자기장 시험소(National High Magnetic Field Laboratory)가 위치한 거리는 폴 디랙 드라이브(Paul Dirac Drive)로 명명됐다. 그의 고향인 브리스톨뿐만 아니라 옥스포드셔(Oxfordshire)의 디드코트(Didcot)에도 그의 이름을 딴 도로인 디랙 플레이스(Dirac Place)가 있다.
BBC는 그의 기리기 위하여 한 영상 코덱을, 디랙이라고 명명했다. 1983년에 발견된 소행성은 디랙의 이름을 따서 명명되었다. 고급 컴퓨팅을 활용한 분산 연구(The Distributed Research utilising Advanced Computing)  DiRAC와 디랙 소프트웨어(Dirac (software))은 그의 명예를 기리어 명명되었다.

## 출판물
- The Principles of Quantum Mechanics (1930): 이 책은 디랙 자신이 크게 발전시킨 현대 형식주의를 이용한 양자역학의 개념을 요약하고 있다. 책 말미에 그는 또한 자신이 개척한 전자의 상대론적 이론(디랙 방정식)에 대해서도 논의한다. 이 저술은 당시 양자역학에 대해 사용할 수 있는 다른 저작물을 참조하지 않는다.
- Lectures on Quantum Mechanics (1966): 이 책의 대부분은 구부러진 시공간의 양자역학을 다룬다.
- Lectures on Quantum Field Theory (1966): 이 책은 해밀턴 형식주의를 이용한 양자장론의 기초를 제시한다.
- Spinors in Hilbert Space (1974): 미국 플로리다주 코럴게이블스(Coral Gables) 마이애미 대학교에서 1969년 주어진 강의를 바탕으로 한 이 책은 실제 힐베르트 공간 형식주의를 시작으로 스피너의 기본적 측면을 다룬다. 디랙은 "페르미온 변수의 수가 무한하다면 페르미온 변수만으로 시작하는 이론에서 자동으로 나타나는 보손 변수를 가지고 있다. 전자와 연결된 이러한 보손 변수가 있어야만 한다..."라는 예언적인 말로 결론을 맺는다.
- General Theory of Relativity (1975): 이 69페이지  저술은 아인슈타인의 일반 상대성이론을 요약한다.

### 인용
1. ↑  "Nobel Bio". Nobel Foundation. Retrieved 27 January 2014.
2. 1 2  Bhabha, Homi Jehangir (1935). On cosmic radiation and the creation and annihilation of positrons and electrons (PhD thesis). University of Cambridge.
3. ↑  Harish-Chandra, School of Mathematics and Statistics, University of St Andrews.
4. 1 2  Paul Dirac at the Mathematics Genealogy Project
5. ↑  DeWitt, C. M., & Rickles, D., eds., The Role of Gravitation in Physics: Report from the 1957 Chapel Hill Conference (Berlin: Edition Open Access, 2011), p. 30
6. 1 2  Polkinghorne, John Charlton (1955). Contributions to quantum field theory (PhD thesis). University of Cambridge.
7. ↑  Farmelo 2009
8. ↑  Cassidy, David C. (2010). "Graham Farmelo. The Strangest Man: The Hidden Life of Paul Dirac, Mystic of the Atom". Isis. 101 (3): 661. doi:10.1086/657209. Farmelo also discusses, across several chapters, the influences of John Stuart Mill..."
9. 1 2  Dalitz, R. H.; Peierls, R. (1986). "Paul Adrien Maurice Dirac. 8 August 1902 – 20 October 1984". Biographical Memoirs of Fellows of the Royal Society. 32: 137–185.
10. ↑  Mukunda, N., Images of Twentieth Century Physics (Bangalore: Jawaharlal Nehru Centre for Advanced Scientific Research, 2000), p. 9
11. 1 2  "The Nobel Prize in Physics 1933". The Nobel Foundation.
12. ↑  Kragh 1990, p. 82.
13. ↑  Farmelo 2009, p.10
14. ↑  Farmelo 2009, pp. 18-19
15. ↑  "Paul Dirac: a genius in the history of physics" 보관됨 2013-10-05 - 웨이백 머신. Cern Courier. 15 August 2002
16. ↑  Farmelo 2009, pp. 8, 441.
17. ↑  Farmelo 2009, pp. 8.
18. ↑  Farmelo 2009, pp. 441
19. ↑  Kragh 1990. p. 1
20. ↑  Farmelo 2009, pp. 10-11.
21. ↑  Farmelo 2009, pp. 77-78
22. ↑  Farmelo 2009, p. 79
23. ↑  Farmelo 2009, p. 34
24. ↑  Farmelo 2009, p. 22
25. ↑  Mehra 1972, p. 2.
26. ↑  Kragh 1990, p. 2
27. ↑  Farmelo 2009, pp. 13–17
28. ↑  Farmelo 2009, pp. 20–21
29. 1 2  Mwhra 1972, p. 18
30. ↑  Farmelo 2009, p. 23
31. ↑  Farmelo 2009, p. 28.
32. ↑  Farmelo 2009, pp. 46–47.
33. ↑  “보관된 사본” (PDF). 2022년 8월 5일에 원본 문서 (PDF)에서 보존된 문서. 2023년 6월 16일에 확인함.
34. ↑  Farmelo 2009, p. 53
35. ↑  Farmelo 2009, pp. 52-53
36. 1 2  1851 Royal Commission Archives
37. ↑  Farmelo 2009, p. 101
38. ↑  Kursunoglu, Behram N.; Wigner, Eugene Paul, eds. (1990). Paul Adrien Maurice Dirac: Reminiscences about a Great Physicist. Cambridge University Press. p. 132.
39. ↑  "Paul Adrien Maurice Dirac". University of Wisconsin-Madison. Retrieved 30 September 2020.
40. ↑  Farmelo 2009, p. 256
41. ↑  Farmelo 2009, p. 253
42. ↑  Farmelo 2009, p. 284
43. ↑  Farmelo 2009, p. 288
44. ↑  Farmelo 2009, p. 323
45. ↑  Kim, Young Suh (1995). "Wigner's Sisters". Archived from the original on 3 March 2008.
46. ↑  Farmelo 2009, p. 89
47. ↑  "Paul Adrien Maurice Dirac". University of St. Andrews. Retrieved 4 April 2013.
48. ↑  Mehra 1972, pp. 17-59
49. ↑  Kragh 1990, p. 17
50. 1 2  McKie, Rob (1 February 2009). "Anti-matter and madness". The Guardian. Retrieved 4 April 2013.
51. ↑  Gamow 1955, p. 121
52. ↑  Capri 2007, p. 148
53. ↑  Zee 2010, p. 105
54. ↑  Raymo, Chet (17 October 2009). "A quantum leap into oddness". The Globe and Mail. (Review of Farmelo's The Strangest Man.)
55. ↑  Farmelo 2009, pp. 161-162, who attributes the story to Niels Bohr.
56. ↑  Mehra, Jagdish; Rechenberg, Helmut (2001). The Historical Development of Quantum Theory. Springer Science & Business Media. p. 746
57. ↑  Pais, A., Niels Bohr's Times: In Physics, Philosophy, and Polity (Oxford: Clarendon Press, 1991), p. 320
58. ↑  Heisenberg 1971, pp. 85–86
59. ↑  Heisenberg 1971, p. 87
60. ↑  Farmelo 2009, p. 138, who says this was an old joke, pointing out a Punch footnote in the 1850s that "There is no God, and Harriet Martineau is her prophet."
61. ↑  Dirac, Paul (May 1963). "The Evolution of the Physicist's Picture of Nature". Scientific American.
62. ↑  Kragh 1990, pp. 256-257
63. 1 2  Kragh 1990
64. 1 2  Farmelo 2009, pp. 83–88
65. ↑  Coutinho, S. C. (1 May 2014). "Whittaker's analytical dynamics: a biography". Archive for History of Exact Sciences. 68 (3): 355–407
66. ↑  "Paul Dirac: a genius in the history of physics" 보관됨 2013-10-05 - 웨이백 머신. Cern Courier. 15 August 2002
67. ↑  Dirac, Paul A. M. (1926). "On the Theory of Quantum Mechanics". Proceedings of the Royal Society A. 112 (762): 661–77.
68. ↑  Dirac, "The inadequacies of quantum field theory", in B. N. Kursunoglu & E. P. Wigner, eds., Paul Adrien Maurice Dirac (Cambridge: Cambridge University Press, 1987), p. 194
69. ↑  Behram N. Kurşunoğlu; Eugene Paul Wigner (eds.). Reminiscences about a Great Physicist. Cambridge University Press. p. 98
70. ↑  Dirac, P. A. M. (1 February 1928). "The Quantum Theory of the Electron". Proceedings of the Royal Society of London A. 117 (778): 610–24
71. ↑  Paul Dirac on Nobelprize.org   with his Nobel Lecture, December 12, 1933 Theory of Electrons and Positrons
72. ↑  P. A. M. Dirac (1939). "A New Notation for Quantum Mechanics". Proceedings of the Cambridge Philosophical Society. 35 (3): 416
73. ↑  Gieres (2000). "Mathematical surprises and Dirac's formalism in quantum mechanics". Reports on Progress in Physics. 63 (12): 1893
74. ↑  Dirac, P. A. M. (1931). "Quantised Singularities in the Electromagnetic Field". Proceedings of the Royal Society A. 133 (821): 60–72
75. ↑  P. B. Price; E. K. Shirk; W. Z. Osborne; L. S. Pinsky (25 August 1975). "Evidence for Detection of a Moving Magnetic Monopole". Physical Review Letters. 35 (8): 487–90. Bibcode:1975PhRvL..35..487P.
76. ↑  Blas Cabrera (17 May 1982). "First Results from a Superconductive Detector for Moving Magnetic Monopoles". Physical Review Letters. 48 (20): 1378–81.
77. ↑  "Magnetic Monopoles Detected in a Real Magnet for the First Time". Science Daily. 4 September 2009.
78. ↑  D.J.P. Morris; D.A. Tennant; S.A. Grigera; B. Klemke; C. Castelnovo; R. Moessner; C. Czternasty; M. Meissner; K.C. Rule; J.-U. Hoffmann; K. Kiefer; S. Gerischer; D. Slobinsky & R.S. Perry (3 September 2009). "Dirac Strings and Magnetic Monopoles in Spin Ice Dy2Ti2O7". Science. 326 (5951): 411–4. arXiv:1011.1174.
79. ↑  S. T. Bramwell; S. R. Giblin; S. Calder; R. Aldus; D. Prabhakaran; T. Fennell (15 October 2009). "Measurement of the charge and current of magnetic monopoles in spin ice". Nature. 461 (7266): 956–9. arXiv:0907.0956.
80. ↑  Misha, S., Quantum Field Theory II (Singapore: World Scientific, 2019), p. 287
81. ↑  Kemp, R. S., "Gas Centrifuge Theory and Development: A Review of US Programs", Science and Global Security, June 2009
82. ↑  Kragh 1990, p. 184
83. ↑  Schweber 1994
84. ↑  Canadian Journal of Mathematics, 1950, vol 2, 129; 1951, vol 3, 1.
85. ↑  1951 "The Hamiltonian Form of Field Dynamics" Canad Jour Math, vol 3, 1
86. ↑  Phillips R. J. N. 1987 Tributes to Dirac p31 London: Adam Hilger
87. ↑  Proc Roy Soc 1958, A vol 246, 333
88. ↑  Dirac, P. A. M. (1 May 1959). "Fixation of Coordinates in the Hamiltonian Theory of Gravitation". Physical Review. 114 (3): 924
89. ↑  Dirac, P. A. M., "Energy of the Gravitational Field", Physical Review Letters, Vol. 2, Nr. 8, 20 March 1959, pp. 368–371
90. ↑  "Paul Dirac". Famous Scientists.
91. ↑  Pais, Abraham (2009). Paul Dirac: The Man and His Work. Cambridge University Press. p. 27.
92. ↑  Baer, H. A., & Belyaev, A., eds., Proceedings of the Dirac Centennial Symposium (Singapore: World Scientific, 2003), p. 3
93. ↑  Pais, Abraham (2009). Paul Dirac: The Man and His Work. Cambridge University Press. p. 28.
94. ↑  O'Connor, John J.; Robertson, Edmund F., "Paul Dirac", MacTutor History of Mathematics Archive, University of St Andrews
95. ↑  Sandberg, L., "Freeman J. Dyson (1923–2020), Scientist and Writer, Who Dreamt Among the Stars, Dies at 96", IAS, 28 February 2020.
96. ↑  John Polkinghorne. 'Belief in God in an Age of Science' p 2
97. ↑  "APS Member History". search.amphilsoc.org. Retrieved 16 May 2023
98. ↑  "Paul A. Dirac". www.nasonline.org. Retrieved 16 May 2023.
99. ↑  "Paul Adrien Maurice Dirac". American Academy of Arts & Sciences. 9 February 2023. Retrieved 16 May 2023.
100. ↑  Walter, Claire (1982). Winners, the blue ribbon encyclopedia of awards. Facts on File Inc. p. 438.
101. ↑  "Dirac Receives Miami Center Oppenheimer Memorial Prize". Physics Today. 22 (4): 127. April 1969. doi:10.1063/1.3035512.
102. ↑  Farmelo 2009, pp. 403-404
103. 1 2  "Dirac takes his place next to Isaac Newton". Florida State University. Archived from the original on 27 April 1997.
104. ↑  Fells, M., Bristol Plaques (Cheltenham: The History Press, 2016), p. 40
105. ↑  "Paul Dirac". Gisela Dirac. Retrieved 4 April 2013.
106. ↑  Farmelo 2009, pp. 414-415
107. ↑  "Dirac Medal awards". University of New South Wales. Archived from the original on 12 April 2013.
108. ↑  "The Dirac Medal". Institute of Physics. Retrieved 24 November 2007
109. ↑  "The Dirac Medal". International Centre for Theoretical Physics. Retrieved 4 April 2013.
110. ↑  "Undergraduate Awards". Florida State University. Archived from the original on 12 April 2013
111. ↑  "Remodelled Dirac Science Library Opened at FSU". Graham Farmelo. 22 February 2015
112. ↑  "Paul A.M. Dirac Papers". Florida State University. Retrieved 18 March 2021.
113. ↑  Farmelo 2009, p. 417
114. ↑  "Dirac Place, Didcot OX11 8TL". Google Maps.
115. ↑  {http://ssd.jpl.nasa.gov/sbdb.cgi?sstr=5997+Dirac "5997 Dirac (1983 TH)"]. Jet Propulsion Laboratory. Retrieved 9 January 2015.

### 일반 출처
- Capri, Anton Z. (2007). Quips, Quotes, and Quanta: An Anecdotal History of Physics. Hackensack, New Jersey: World Scientific.
- Crease, Robert P.; Mann, Charles C. (1986). The Second Creation: Makers of the Revolution in Twentieth Century Physics. New York City: Macmillan Publishing.
- Farmelo, Graham (2009). The Strangest Man: The Hidden Life of Paul Dirac, Quantum Genius. London: Faber and Faber. [Published in the United States as The Strangest Man: The Hidden Life of Paul Dirac, Mystic of the Atom.]
- Gamow, George (1966). Thirty Years That Shook Physics: The Story of Quantum Theory. Garden City, New York: Doubleday.
- Heisenberg, Werner (1971). Physics and Beyond: Encounters and Conversations. New York City: Harper & Row.
- Kragh, Helge (1990). Dirac: A Scientific Biography. Cambridge: Cambridge University Press.
- Mehra, Jagdish (1972). "The Golden Age of Theoretical Physics: P. A. M. Dirac's Scientific Works from 1924–1933". In Wigner, Eugene Paul; Salam, Abdus (eds.). Aspects of Quantum Theory. Cambridge: University Press. pp. 17–59.
- Schweber, Silvan S. (1994). QED and the men who made it: Dyson, Feynman, Schwinger, and Tomonaga. Princeton, New Jersey: Princeton University Press.
- Zee, Anthony (2010). Quantum Field Theory in a Nutshell. Princeton, New Jersey: Princeton University Press.

## 추가 자료
- Brown, Helen (24 January 2009). "The Strangest Man: The Hidden Life of Paul Dirac by Graham Farmelo – review [print version: The man behind the maths]". The Daily Telegraph (Review). p. 20. Archived from the original on 2 February 2009. Retrieved 11 April 2011.
- Gilder, Louisa (13 September 2009). "Quantum Leap – Review of 'The Strangest Man: The Hidden Life of Paul Dirac by Graham Farmelo'". The New York Times. Retrieved 11 April 2011. Review.
- Mukunda, N. (1987) "The life and work of P.A.M. Dirac", pages 260 to 282 in Recent Developments in Theoretical Physics, World Scientific.